# Klaus Schober
Klaus Schober (* 15. Oktober 1937 in Stuttgart; † 8. März 2013) war ein deutscher Unternehmer.

## Leben
Schober war ein Sohn eines Tabakwaren-Großhändlers. Er trat 1956 in den von seinem Bruder Erwin gegründeten Adressenverlag ein. Als Pionier des Direktmarketings baute er die Schober Information Group zum führenden Unternehmen im Dialogmarketing in Europa auf. 1976 leitete er mit der Gründung von Schober Schweiz den Einstieg in den europäischen Markt ein. Von 1985 bis 1989 war er Präsident des Deutschen Dialogmarketing Verbandes (DDV). Im Mai 2012 zog er sich aus dem operativen Geschäft zurück und übergab die Geschäftsleitung an seinen Sohn Ulrich.

## Ehrungen
- 2010: Verdienstkreuz am Bande der Bundesrepublik Deutschland